# Єрун Дейсселблум
Єрун Рене Віктор Антон Дейсселблум (нід. Jeroen René Victor Anton Dijsselbloem; нар. 29 березня 1966, Ейндговен, Нідерланди) — нідерландський політик, член Партії праці (PvdA). Міністр фінансів у другому кабінеті Рютте з 5 листопада 2012 до 26 жовтня 2017 року, президент Єврогрупи з 21 січня 2013 до 12 січня 2018 року, і президент Ради керівників Європейського механізму стабільності (ESM) з 11 лютого 2013 року.
Дейсселблум вивчав сільськогосподарську економіку в Університеті Вагенінгена (1985–1991). Був членом муніципальної ради Вагенінгена (1994–1997), членом Палати представників Нідерландів (2000–2002; 2002–2012).